# The Evolution of Trust
The Evolution of Trust (littéralement « l'évolution de la confiance ») est un jeu vidéo et un serious game créé en juillet 2017 par Nicky Case. Il permet de mettre en pratique la théorie des jeux.

## Principe
Nicky Case est membre du mouvement dit « d’apprentissage actif » Explorable explanation, qui cherche à faire comprendre des concepts mathématiques, sociologiques ou politiques par l'entremise de simulations et de jeux. Case a notamment travaillé sur l’influence de l’image sur notre comportement ou sur le système de vote.
The Evolution of Trust s'inspire de la théorie des jeux et du dilemme du prisonnier. Il met en scène les conditions de la confiance dans l'interaction avec différents personnages obéissant à des comportements particuliers, et qui réagissent également aux actions du joueur.  Il propose une réflexion sur l'éthique de réciprocité ou règle d'or,.
Le jeu se fonde sur l'ouvrage de Robert Axelrod publié en 1984, The Evolution of Cooperation.

## Système de jeu
Le joueur est amené à choisir, dans différentes situations, entre coopérer avec un partenaire, ou tricher. Pour Flora Eveno, le jeu propose un « dilemme récurrent : faut-il être juste et optimiste par défaut en misant sur la bonté de l’autre ou faut-il tricher pour s’en sortir ? Le petit jeu nous explique le principe de la théorie des jeux en débutant par une plongée dans l’histoire. Comment se fait-il qu’en temps de guerre nos amis deviennent nos ennemis et inversement ? ».